# Copan (Oklahoma)
Copan é uma cidade  localizada no estado norte-americano de Oklahoma, no Condado de Washington.

## Demografia
Segundo o censo norte-americano de 2000, a sua população era de 796 habitantes.
Em 2006, foi estimada uma população de 808, um aumento de 12 (1.5%).

## Geografia
De acordo com o United States Census Bureau tem uma área de
2,7 km², dos quais 2,7 km² cobertos por terra e 0,0 km² cobertos por água. Copan localiza-se a aproximadamente 221 m acima do nível do mar.

## Localidades na vizinhança
O diagrama seguinte representa as localidades num raio de 20 km ao redor de Copan.